# جک گولدبرو
جک گولدبرو (انگلیسی: Jack Goldsborough؛ 1893 – 1952) بازیکن فوتبال اهل بریتانیا بود.
از باشگاه‌هایی که در آن بازی کرده‌است می‌توان به باشگاه فوتبال لینکولن سیتی اشاره کرد.